# FCメタログロブス・ブカレスト
FCメタログロブス・ブカレスト (ルーマニア語: Fotbal Club Metaloglobus București)は、ルーマニアのブカレストを本拠地とするサッカークラブである。

## 歴史
1923年に工場のサッカーチームとして誕生。1989年のルーマニア革命以降は財政問題を抱えたが、2000年にシリアの実業家Imad Kassasに買収された。
2010-11シーズンにリーガ4ブカレストで優勝し、リーガ3昇格プレーオフに出場したが、ジュルジュ県チャンピオンのRapid Clejaniに敗れた。しかしリーガ3の複数のチームがリーグから脱退するとリーガ3へと迎え入れられた。
2016-17シーズンにリーガ3で優勝し、クラブ史上初のリーガ2へと昇格を果たした。
昇格初年度の2017-18シーズンは苦戦し、16位の降格圏でフィニッシュした。しかし、5位のCSアフマツィがリーグから撤退したため、リーガ2へ残留を果たした。

## タイトル

### 国内タイトル
- リーガ3 :2016-17
- リーガ4ブカレスト　:2010-11

### 国際タイトル
- なし

## 歴代所属選手
- 三野草太 2018-